# Patena

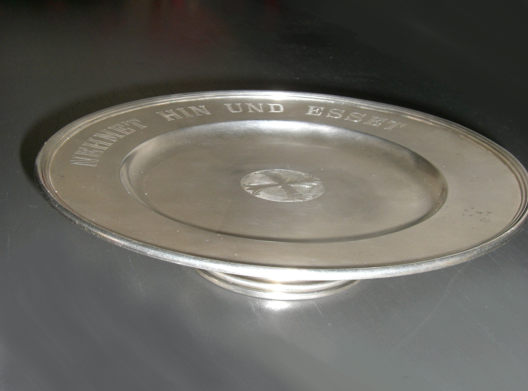
Patena (evangelická církev)

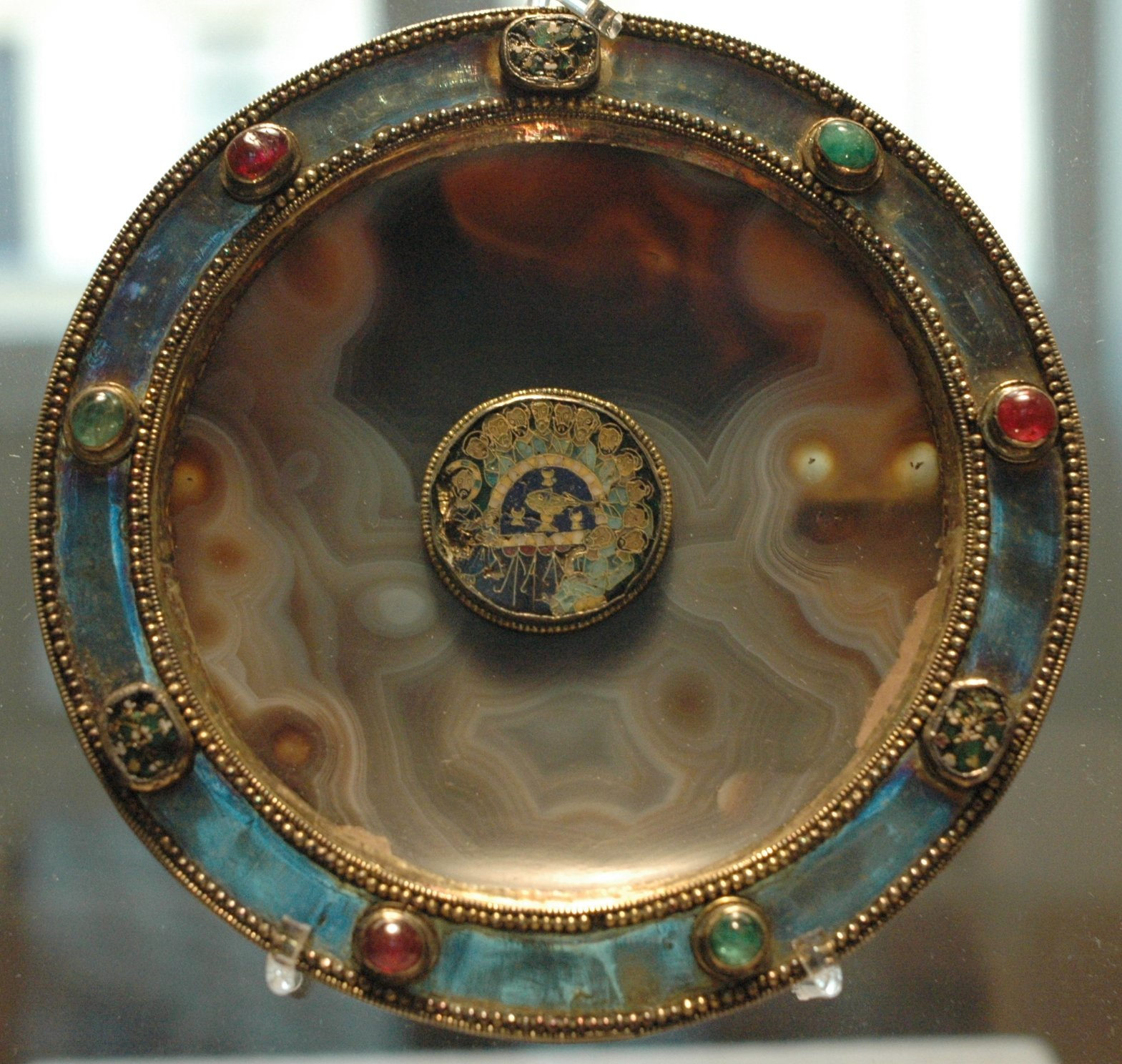
Byzantská patena (Louvre)

Patena nebo paténa (ze starořeckého πατήνα přes lat. patina, středověkou latinou patena miska, v pravoslavných církvích zvaná diskos) je liturgická nádoba, která se v křesťanských církvích používá při slavení eucharistie. Mívá tvar okrouhlého talířku a vyrábí se obvykle ze zlata nebo pozlaceného stříbra. Někdy se jako patena označuje i obětní miska.
V římskokatolické církvi se užívá dvojí patena: patena kalichová a patena ke svatému přijímání.
- Kalichová patena leží při eucharistické modlitbě na korporálu a je na ní položena velká hostie určená pro celebranta.
- Patena ke přijímání se drží pod proměněnou hostií (Tělem Páně) podávanou věřícímu, aby se zabránilo případnému upadnutí hostie či jejích částeček (partikulí) na podlahu a tím jejich znesvěcení. Jde o takřka plochý kulatý nebo oválný talířek (tácek), někdy s rukojetí.

Během svěcení kněží se svěcenci předává kalich a patena jako symboly jeho nové pravomoci – sloužit mši.
V evangelických církvích se na patenu obvykle pokládá všechen eucharistický chléb a odtud se rozděluje přijímajícím.